# Jonathan Hernández
Jonathan Hernández (nació en la Ciudad de México en 1972) es un artista contemporáneo mexicano. El artista, a través de sus obras y trabajos, invita a la reflexión a través de la proyección de la realidad cotidiana que hoy en día se vive en el país. Jonathan Hernández ha realizado exhibiciones para el Museo Amparo en Puebla, el Musée d’Art Moderne de la Ville de Paris, el MUNAL, la Maison des Arts Georges Pompidou en Cajarc en Francia, El Museo Tamayo Arte Contemporáneo y Kurimanzutto, entre otros.

## Estudios y Carrera Profesional
Jonathan Hernández estudió Artes Visuales en la Universidad Nacional de México (UNAM), en la Ciudad de México y Arquitectura en la Escuela Nacional de Administración Pública de Quebec, en Canadá. . A lo largo de su carrera como artista contemporáneo, Jonathan ha participado en diversas exhibiciones de manera tanto colectiva como individual en diferentes países del mundo. Entre sus obras más importantes están las exhibiciones de Extinción de Dominio, en la Galería de Arte Kurimanzutto, Bibliografía y Ping Pong en la Biblioteca Vasconcelos, Desastre Natural, en conjunto con el artista Alberto Baraya, La Ruta Natural, La Caja Negra, en Madrid y Clichés, Contradictions & Ping Pong en Viena, Austria, entre otras.
Jonathan Hernández ha realizado prácticas profesionales en diversos países como Brasil, Madrid, Japón, Bogotá y Francia. Durante sus años de estudios, Hernández adquirió gran valor e importancia dentro de la edición de libros de diversos artistas, publicados por editoriales reconocidas como La Caja Negra Ediciones.

## Significado de sus obras
Las obras artísticas de Jonathan Hernández generalmente constan de collages, para los cuales se dedica varios años antes a la recolección de imágenes públicas emitidas por parte de la prensa, carteles o tarjetas postales. Durante más de una década Jonathan ha trabajado con elementos obtenidos a través de la prensa, que se basan en diferentes temáticas como gestos, accidentes, expresiones y emociones. Cuando cuenta con los recortes suficientes, un inventario lleno de vocabulario que permite al espectador revelar los hechos que nos han rodeado durante los últimos años. A través de la información que Jonathan revela en sus recortes, busca que se refleje la manipulación y la pérdida de sentido con que los medios difunden diversas situaciones
A través de sus obras artísticas y exhibiciones, Jonathan ha buscado reflejar con ironía la realidad y actualidad en que las sociedades de civilización occidental y capitalista viven. Por otra parte, Hernández busca demostrar la invisibilidad o incapacidad de nosotros como ciudadanos y de los gobiernos de enfrentar realidades dolorosas, mismas que de alguna manera están frenando el crecimiento y desarrollo de los países. Por otra parte, Hernández busca reflejar las repetitivas e injustas situaciones que los rodean, así como de la metafísica de discurrir sobre la existencia de uno mismo.
Jonathan Hernández se centra principalmente en las temáticas del comportamiento humano, la falta de comunicación y la disrupción entre el mundo natural y urbano. El principal objetivo de Hernández es que su público reflexione y analice elementos que a simple vista parecen no tener relación entre ellos y, por otra parte, que cuestionen el simbolismo del poder político del país.

## Obras

### Vulnerabilia (ver llover) 2008 – 2012
El tema principal del ensayo visual se enfoca en la ignorancia de los gobiernos y personas ante situaciones de realidad que pudieran mostrar cierto dolor. Hernández explica que la muestra permite la relación con el tiempo, contenido y diálogo entre las diversas piezas que ésta contiene. En el ensayo visual se llevan a cabo contrastes con la crítica situación en diversos países europeos, en específico España y con la crisis económica en general. Jonathan busca enfrentar las distintas realidades y expresar que vivimos en “una especie de Apocalipsis”. Por otra parte, el autor se inspira en la obra de Thoreau “La desobediencia civil”, la cual se refiere a la presencia y ausencia de ciertos elementos al mismo tiempo. La obra refleja la falta de influencia y división entre los grupos políticos y la sociedad en general.

### La ruta natural
La exhibición que lleva por nombre La Ruta Natural resalta el sentido de crítica e ironía por parte de su autor hacia la pérdida de sentido y desconexión en actividades cotidianas de los seres humanos, como la comunicación. Por otra parte, el autor busca reflejar la percepción alterada que tenemos todos del mundo y de la sociedad. La muestra se compone de diversas fotografías, objetos de cerámica, videos y collages, a través de los cuales se comparan distintos elementos de diversos países con los que se encuentran en la Ciudad de México. Jonathan Hernández busca resaltar la repetición infinita que se presenta en las sociedades, permitiendo la reflexión sobre el anverso y reverso de la sociedad.

### Extinción de dominio
La exhibición Extinción de dominio ha sido parte de la galería de arte Kurimanzutto, en la Ciudad de México. Esta muestra fue realizada a partir diversos objetos obtenidos a partir de subastas públicas durante dos años, donde se ofrecían elementos usados anteriormente para fines ilegales, como corrupción y crimen organizado. Los objetos utilizados y mostrados en la exhibición contemplan cables, mangueras, gafas, cuchillos, bloques de madera, recortes de periódicos, entre otros. La muestra busca destacar la ineficiencia y falta de conciencia por parte del gobierno y de la sociedad mexicana ante las realidades que nos rodean y que se han presentado en nuestras vidas desde hace muchos años. Adicionalmente, el autor critica la forma en la que la sociedad busca hacer de estas situaciones incómodas mencionadas parte de sus vidas y cómo día a día nos acostumbramos a vivir de dicha manera.

### El turista: consumidor de representaciones
Fue una de las primeras exhibiciones realizadas por Jonathan Hernández, la cual busca la reflexión de sus visitantes sobre el turismo y cómo éste puede ser considerado como un fenómeno cultural. Jonathan Hernández argumenta a través de sus obras que el turismo es una forma de expresión del consumismo, en el cual se recolectan imágenes, recuerdos, videos y otros materiales gráficos que permiten de cierta manera mantener recuerdos de las experiencias vividas. Dentro de esta obra se puede mostrar una subdivisión en proyectos irónicos y satíricos, tales como: Conozca México (2000), Travelling without moving (2002) y No Turism (2001).

### Couples & Célibataires
La exhibición y las obras fueron realizadas entre los años 2001 y 2002. La muestra completa consta de 28 fotografías captadas en diversos países y estados del mundo, posteriormente las fotos son comparadas entre países y situaciones y, a través de ellas el autor busca demostrar la relación inesperada que puede existir en diversas partes del mundo. La muestra es similar a La Ruta Natural, pues ambas destacan la similitud que vivimos entre culturas y países y que, muchas veces, somos, como sociedad, ignorantes ante ella.

### Desastre Natural
Este conjunto de obras fueron elaboradas en conjunto con el autor Alberto Baraya, de origen español. La obra de arte connota principalmente las temáticas como la ética, la sociedad, pedagogía y ambiental. La exhibición de los artistas busca la recreación de un escenario ocurrido a partir de una inundación, donde se muestran los daños y consecuencias que un fenómeno de este tipo puede traer. La obra parte de la locación de la Casa del Lago, ubicada en el Lago Mayor del Bosque de Chapultepec y el Zoológico de Chapultepec. Dicha ubicación abre paso a la creación de la exposición y el diálogo e interrogantes de la naturaleza en contante cambio, el aspecto artificial de las sociedades y el entorno que nos rodea.
A lo largo de la duración de esta exhibición, fueron llevadas a cabo conferencias y talleres como “Cuando la fama se transforma en extravagancia. La obsesión de príncipes y caudillos por los zoológicos privados”, “Experiencias de trabajo en San Luis Río Colorado, Sonora” y “Alas rotas”.

### La reforma tiene muchas decenas de periódicos, pero ni un solo hombre
La exhibición se centra en la problemática de la crisis económica que sacude a España, así como la incertidumbre y confusión de la situación política y de cómo ésta es difundida a través de los medios, de forma que la sociedad busca desesperadamente una solución y estrategia para enfrentar la situación. El título de esta exhibición está inspirado en el libro Desobediencia Civil, del autor Thoreau. Durante muchos años Jonathan Hernández ha recolectado iconografías de los medios de comunicación, a través de las cuales retoma situaciones cotidianas que deben ser reflexionadas e incitan a la resistencia.